# Kenézlő, Borsod-Abaúj-Zemplén
Kenézlő este un sat în districtul Sárospatak, județul Borsod-Abaúj-Zemplén, Ungaria, având o populație de 1.355 de locuitori (2011). 

## Demografie
Componența etnică a satului Kenézlő
     Maghiari (91,88%)
     Romi (8,12%)
Componența confesională a satului Kenézlő
     Romano-catolici (39,63%)
     Greco-catolici (16,09%)
     Reformați (13,14%)
     Fără religie (4,5%)
     Necunoscută (26,35%)
     Atei (0,3%)
     Alte religii (0,59%)
Conform recensământului din 2011, satul Kenézlő avea 1.355 de locuitori. Din punct de vedere etnic, majoritatea locuitorilor (91,88%) erau maghiari, cu o minoritate de romi (8,12%). Nu există o religie majoritară, locuitorii fiind romano-catolici (39,63%), greco-catolici (16,09%), reformați (13,14%) și persoane fără religie (4,5%). Pentru 26,35% din locuitori nu este cunoscută apartenența confesională.